# Satomi Ishihara
 (octobre 2020).
Si vous disposez d'ouvrages ou d'articles de référence ou si vous connaissez des sites web de qualité traitant du thème abordé ici, merci de compléter l'article en donnant les références utiles à sa vérifiabilité et en les liant à la section « Notes et références ».
Pour les articles homonymes, voir Ishihara.
Satomi Ishihara (石原 さとみ, Ishihara Satomi), de son vrai nom Kuniko Ishigami (石神 国子, Ishigami Kuniko), est une actrice japonaise née à Tokyo le 24 décembre 1986.

## Biographie
Satomi Ishihara commence sa carrière d'actrice en 2001, mais se fait connaître, en 2003, en jouant dans de nombreux films, comme Watashi no guranpa, et dramas, tels que Mado Wo Aketara et Kimi wa pet.
Nommée ambassadrice pour les Jeux olympiques d'été de 2020 de Tokyo, elle allume la flamme paralympique en compagnie des athlètes Aki Taguchi et Tadahiro Nomura lors de la cérémonie d'allumage paralympique.

## Filmographie partielle

### Au cinéma
- 2001 : Ho-Gi-La-La (ホ・ギ・ラ・ラ?) de Toshirō Saiga (ja)
- 2003 : Fune wo furitara kanojo no shima (船を降りたら彼女の島?) de Itsumichi Isomura (en)
- 2003 : Watashi no guranpa (わたしのグランパ?) de Yōichi Higashi
- 2005 : Kita no zeronen (北の零年?) d'Isao Yukisada
- 2005 : Jam Films S
- 2007 : Hōtai kurabu (包帯クラブ?) de Yukihiko Tsutsumi
- 2008 : Flying Rabbits (フライング☆ラビッツ, Furaingu ☆ rabittsu?) de Takahisa Zeze
- 2010 : Ningen shikkaku (人間失格?) de Genjirō Arato
- 2010 : Zatōichi: The Last (座頭市 THE LAST?) de Junji Sakamoto
- 2010 : TV Show (インシテミル ７日間のデス・ゲーム, Inshite Miru: 7-kakan no desu gemu?) de Hideo Nakata
- 2012 : Sadako 3D (貞子3D?) de Tsutomu Hanabusa (en) : Akane Ayukawa
- 2013 : Sadako 3D 2 (貞子3D2?) de Tsutomu Hanabusa (en) : Akane Ayukawa
- 2014 : Monsterz (モンスターズ?) de Hideo Nakata
- 2015 : Kaze ni tatsu lion (風に立つライオン?) de Takashi Miike
- 2016 : Godzilla Resurgence (シン・ゴジラ, Shin Gōjira?) de Hideaki Anno et Shinji Higuchi
- 2017 : Shinobi no kuni (忍びの国?) de Yoshihiro Nakamura : Okuni
- 2019 : Kessan! Chūshingura (決算! 忠臣蔵?) de Yoshihiro Nakamura : Yozen-in

### À la télévision
- 2003 : Mado o aketara
- 2003 : Kimi wa pet : Shibusawa Rumi
- 2003 : Teruteru kazoku : Iwata Fuyuko
- 2004 : Tengoku E No Ouenka Cheers
- 2004 : Water Boys 2 : Yazawa Shiori
- 2004 : Be-Bop High School : Izumi Kyoko
- 2005 : Yoshitsune : Shizuka
- 2005 : Joyuu Kaihatsu Project xx Pro
- 2005 : H2~Kimi to itahibi : Koga Haruka
- 2005 : Akai giwaku
- 2005 : Be-Bop High School 2 : Izumi Kyoko
- 2005 : Climber's High : Mochizuki Ayako
- 2006 : Ns'Aoi : Misora Aoi
- 2006 : Te no ue no shabondama : Sakuriba Risa
- 2006 : Hyoten 2006 : Yoko Tsujiguchi
- 2007 : Tsubasa no oreta tenshitachiv Saison 2 : Yuri Yoshimura
- 2007 : Hanayome to papa : Uzaki Aiko
- 2007 : Koi no kara sawagi Drama Special Love Stories IV
- 2008 : Rokumeikan
- 2008 : Puzzle : Ayukawa Misako
- 2008 : Walkin' Butterfly : Hayase Yukari
- 2009 : Voice: Inochi naki mono no koe : Kuboaki Kanako
- 2009 : Kochira Katsushika-ku Kameari kōen mae hashutsujo
- 2009 : Hidarime tantei EYE (téléfilm)
- 2010 : Hidarime tantei EYE (série télévisée)
- 2010 : Daibutsu kaigen
- 2010 : Tobo bengoshi
- 2010 : Reinoryokusha Odagiri Kyoko no Uso
- 2010 : Saka no Ue no Kumo
- 2011 : Bull Doctor
- 2011 : Shimei to Tamashii no Limit
- 2012 : Rich Man, Poor Woman
- 2013 : Lucky Seven SP
- 2013 : Rich Man, Poor Woman SP
- 2014 : Heartbroken Chocolatier (失恋ショコラティエ, Shitsuren Chocolatier?) : Saeko Takahashi
- 2015 : From 5 to 9